# فوكسس
وإسمها الكامل لويسا روز ألين (بالإنجليزية: Louisa Rose Allen)‏ وإسمها الفني فوكسس (بالإنجليزية: Foxes)‏ وهي مغنية و كاتبة أغاني بريطانية ولدت في يوم 29 أبريل 1989 في مدينة ساوثهامبتون في المملكة المتحدة.

## روابط خارجية
- فوكسس على موقع IMDb (الإنجليزية)
- فوكسس على موقع ميوزك برينز (الإنجليزية)
- فوكسس على موقع أول ميوزيك (الإنجليزية)
- فوكسس على موقع ديسكوغز (الإنجليزية)